# Carretto

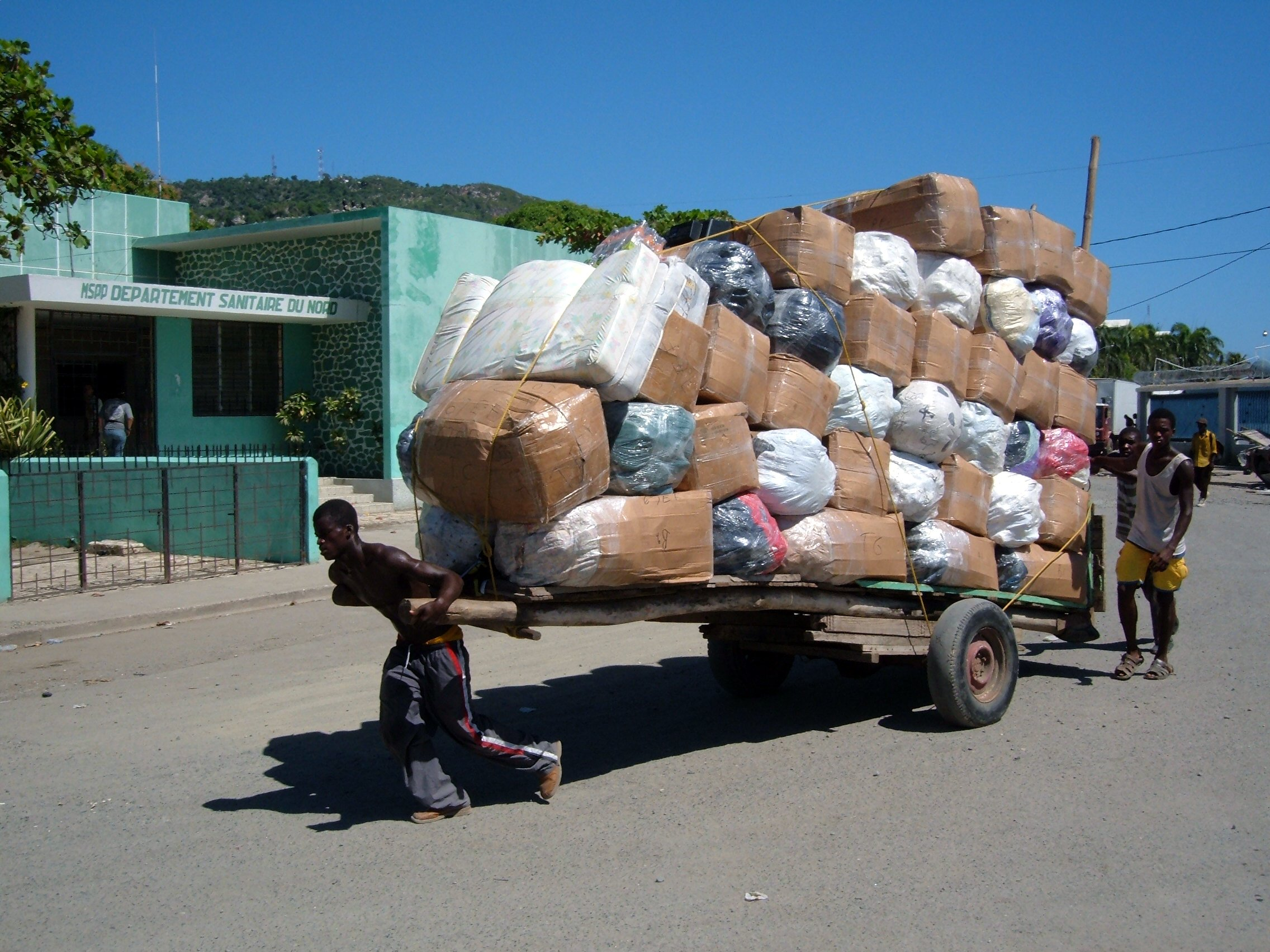
Un carretto a mano haitiano.

Un carretto o carrello è un veicolo o un dispositivo progettato per il trasporto, che usa due ruote ed è normalmente tirato da uno o due animali da tiro. 
Un carretto a mano o carrello a mano è trainato o spinto da una o più persone. È diverso dal barroccio e dal carro, che è un veicolo da trasporto pesante con quattro ruote dotato almeno di due cavalli, che a sua volta è diverso dalla carrozza, usata esclusivamente per il trasporto degli umani. Nel corso del tempo la definizione del termine "carretto" a due ruote è diventata meno rigorosa comprendendo ogni piccolo mezzo di trasporto, dal carrello della spesa al golf cart, senza considerare il numero di ruote, carico trasportato, o mezzi di propulsione.
Gli animali da tiro usati per i carretti possono essere cavalli o pony, muli, buoi, asini, bufali indiani (o bufali d'acqua), o perfino animali più piccoli come capre e grossi cani.

## Storia

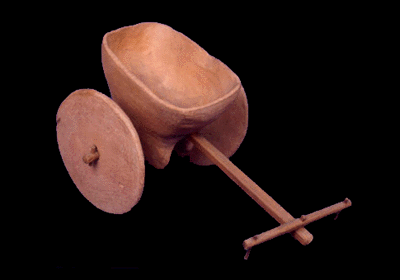
Carretto a mano con ruote, Civiltà della valle dell'Indo (3.000-1.500 a.C.). Esposto presso il National Museum di Nuova Delhi.

I carretti sono stati menzionati nella letteratura dal II millennio a.C. e la loro storia è strettamente correlata con la storia della ruota. Il libro sacro indiano Ṛgveda afferma che gli uomini e le donne sono uguali quanto due ruote di un carretto. Carretti a mano trainati dalle persone sono utilizzati in tutto il mondo. Per esempio nel XIX secolo, precisamente tra il 1856 e il 1860, alcuni mormoni che viaggiavano per le pianure degli Stati Uniti d'America usavano i carretti a mano.
I carretti erano spesso utilizzati per punizioni giudiziarie, sia per trasportare il condannato, come umiliazione pubblica (nell'antica Roma i capi sconfitti erano spesso trasportati dal generale vittorioso nella parata trionfale). In Inghilterra dopo aver legato il condannato all'estremità di un carretto gli si infliggeva la fustigazione pubblica; il carretto venne poi sostituito dal palo per la fustigazione sotto Elisabetta I d'Inghilterra.

## Tipi di carretti

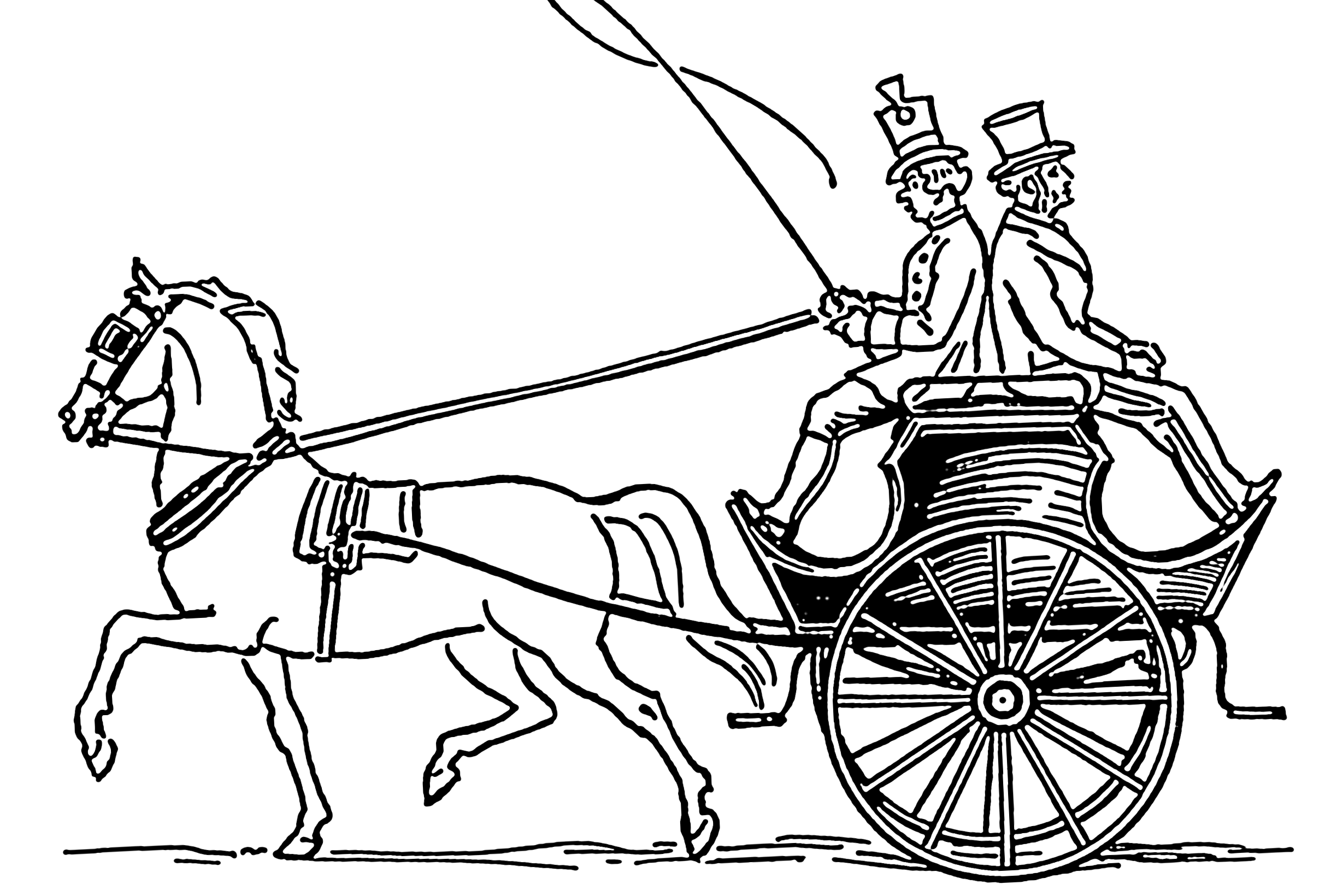
Un "carro per cani"

I carretti sono stati usati ininterrottamente a partire dall'invenzione della ruota nel V millennio a.C., i più grandi possono essere tirati da animali, come cavalli, muli o buoi, e possono prendere il nome dall'animale che li tira, come carro da cavallo o carro da buoi. In tempi moderni, i carri da cavallo vengono usati nelle competizioni che s svolgono durante le fiere dedicate ai cavalli da tiro. Il carro per cani è un carretto progettato per trasportare solitamente i cani da caccia: si tratta di un carretto aperto, con due posti a sedere schiena contro schiena. I cani possono essere rinchiusi tra il sedile rivolto indietro e l'estremità posteriore.
Il termine "carretto" (in questo caso sinonimo di "sedia") è usato anche per vari tipi di carrozze leggere a due ruote, specialmente per veicoli scoperti usati per diletto o per sport. Possono essere tirainati da cavalli, pony o cani. Per esempio: 

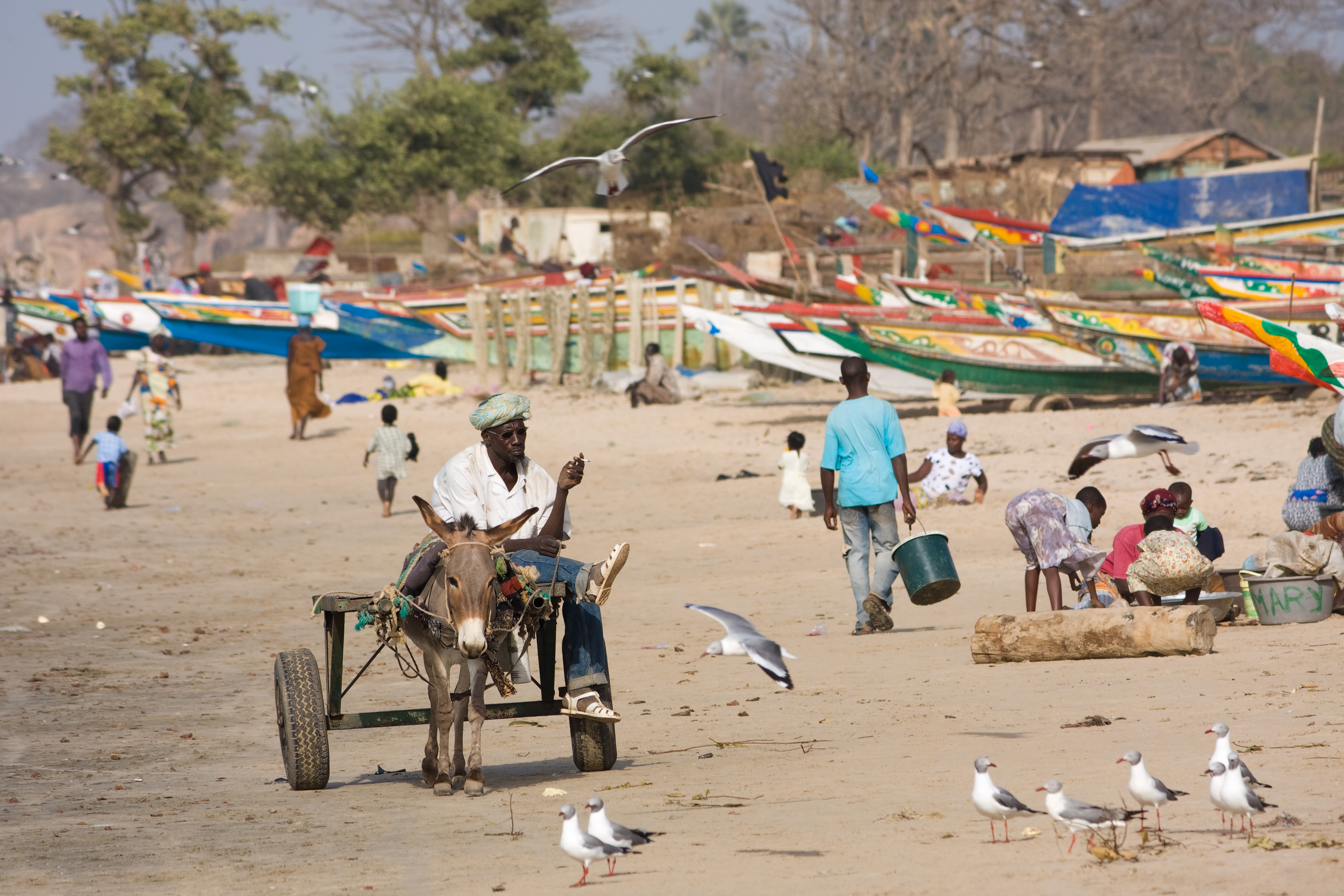
Un carretto da asino usato in Gambia

- cocking cart: piccole dimensioni, alto, dotato di sedile per il palafreniere, adatto per la guida in tandem.[2]
- carretto per cani: leggero, trainato solitamente da un solo cavallo, generalmente a due ruote, alto e dotato di due sedili trasversali schiena contro schiena.
- carretto da asino: asse in basso, due sedili longitudinali, noto anche come carretto per pony.
- float: (carro-chiatta) assetto particolarmente basso, adatto per trasporto di oggetti pesanti e instabili, come ad esempio i contenitori per i latte, da cui il nome tradizionale "carretto per il latte".
- governess cart: leggero, a due ruote, ingresso dalla parte posteriore, corpo parzialmente o totalmente in vimini, sedute per due persone su ogni lato, letteralmente "carretto della governante".
- ralli cart: leggero, a due ruote, trainato da cavalli, sedili per due persone affiancate o per quattro, due rivolti in avanti e due dietro. Il sedile è regolabile in modo da ottenere due o quattro posti.
- stolkjaerre: due ruote, sedile anteriore per due, sedile posteriore per il conducente, tipico della Norvegia.
- tax cart: carretto di tipo tartana, oggetto di tassazione in Inghilterra, da cui il nome "carretto tassa".
- Whitechapel cart: carretto di tipo tartana, leggero a due ruote, usato dalle famiglie o per i trasporti leggeri.[3][4][5]

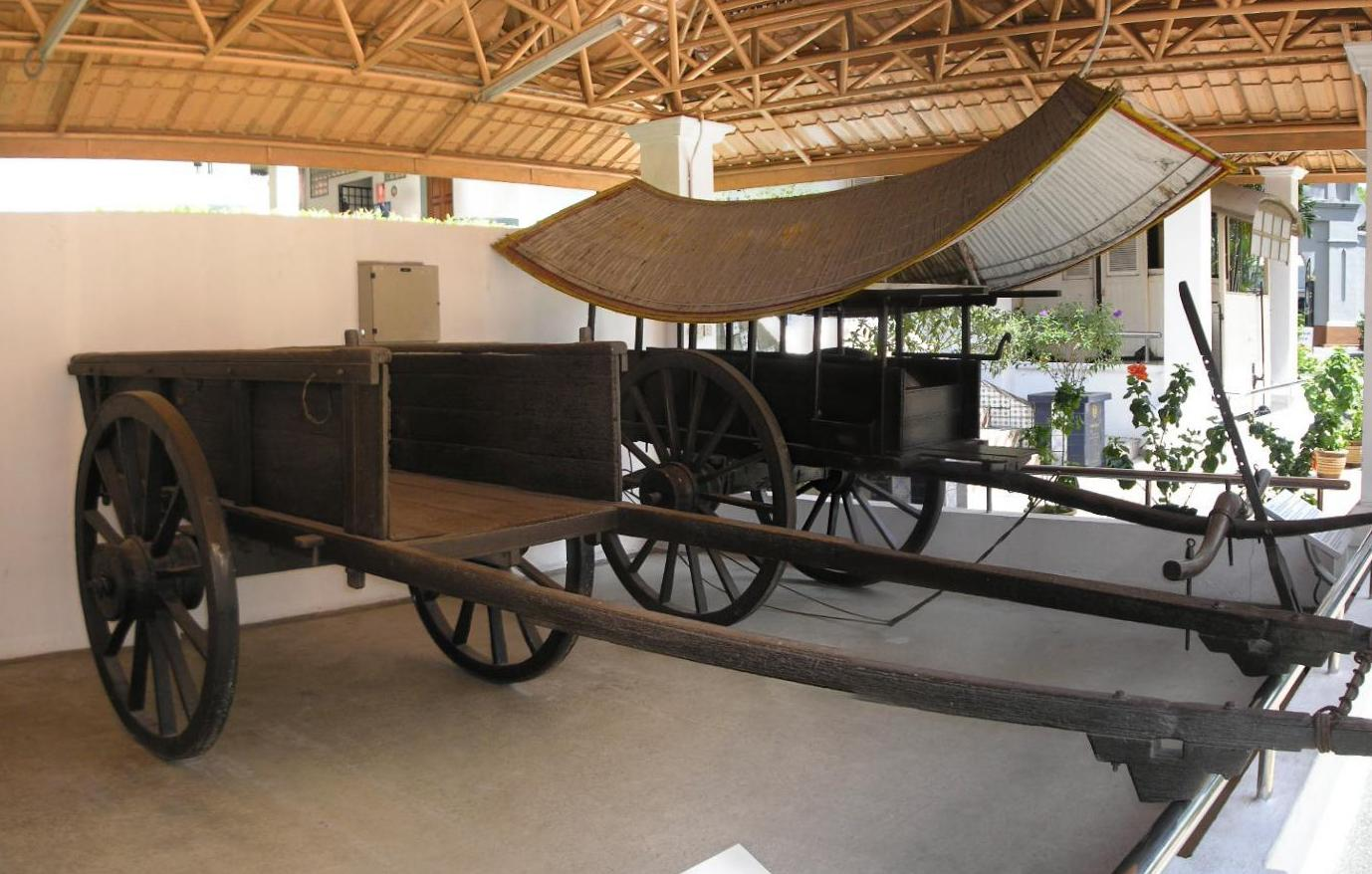
Carretti da diverse regioni malesi, esposte al Museo nazionale della Malaysia.

Il costruttore di carri è conosciuto come carradore. I carretti hanno molte forme differenti, ma mantengono l'idea base del trasporto di materiale (o del conservare un materiale in modo da poterlo poi trasportare). I carretti possono avere un paio di stanghe, ognuna lungo ciascun lato dell'animale, per bilanciare il carico in avanti. Le stanghe sono assicurate alla sella del cavallo o in alternativa, soprattutto quando gli animali sono buoi o bufali, il carretto può avere una singola stanga tra gli animali. I finimenti si attaccano all'asse del veicolo o alle stanghe, precisamente possono essere attaccati al collare (sul cavallo), al giogo (su altri animali pesanti da tiro) o ad un'imbracatura sui cani e altri piccoli animali.

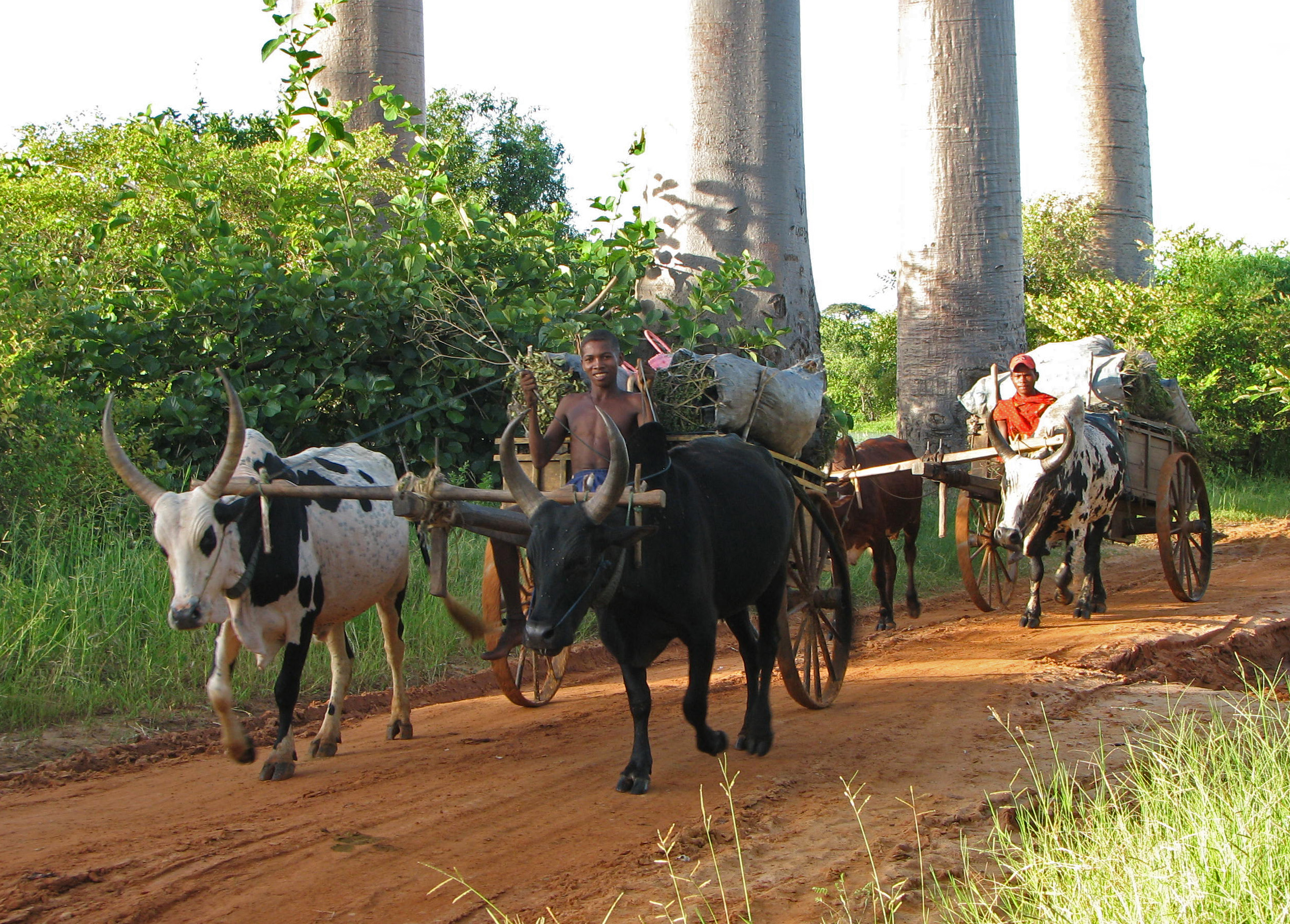
Carri trainati da buoi in Madagascar

I finimenti sono costituiti da una varietà di materiali diversi a seconda del carico e dalla frequenza di utilizzo. I finimenti pesanti da tiro sono formati da catene di ferro o acciaio. Finimenti più leggeri sono spesso di cuoio e a volte di corda di canapa, ma possono essere usati peli di cavallo intrecciati o altri materiali decorativi simili.
I carri aperti lateralmente sono spesso associati al trasporto di botti, specialmente di birra.
Fra i tipi di carretto non trainati da animali, probabilmente l'esempio più conosciuto oggi è il carrello della spesa, che ha anche un significato metaforico in relazione agli acquisti online. I carrelli della spesa fecero la loro prima comparsa a Oklahoma City nel 1937.
Nel golf, vengono usati sia i carretti a spinta manuale sia carretti elettrici per trasportare le sacche dei golfisti, le mazze da golf e altro equipaggiamento. La golf cart, sotto forma di automobile o buggy, è un vicolo a motore che trasporta i golfisti e il loro equipaggiamento per il campo da golf più velocemente e con meno sforzo che a piedi.
Il carrello da facchino è composto da una piccola piattaforma con ruote spinta a mano. Può essere chiamato anche carrello per bagagli dal XIII secolo.
I carrelli per auto sono un tipo di piccoli carrelli dotati di ruote spinti a mano, hanno una base pieghevole per consentire di riporli nei veicoli. Questo tipo di carrelli consentono di evitare l'uso di sacchetti di plastica o di carta e sono utilizzati per trasportare strumenti, attrezzature o beni di consumo.
I carretto giocattolo (noto in inglese come billy cart, go-cart, ecc.) è progettato per i bambini, generalmente dotato di ruote a pedali, può essere usato anche nelle gare.
Il termine go-kart, che esiste dal 1959, abbreviato anche in kart, grafia alternativa di cart, si riferisce a una piccola macchina da corsa con telaio e motore a due tempi; in principio il termine di go-cart indicava una portantina o il girello per i bambini.

## Galleria d'immagini

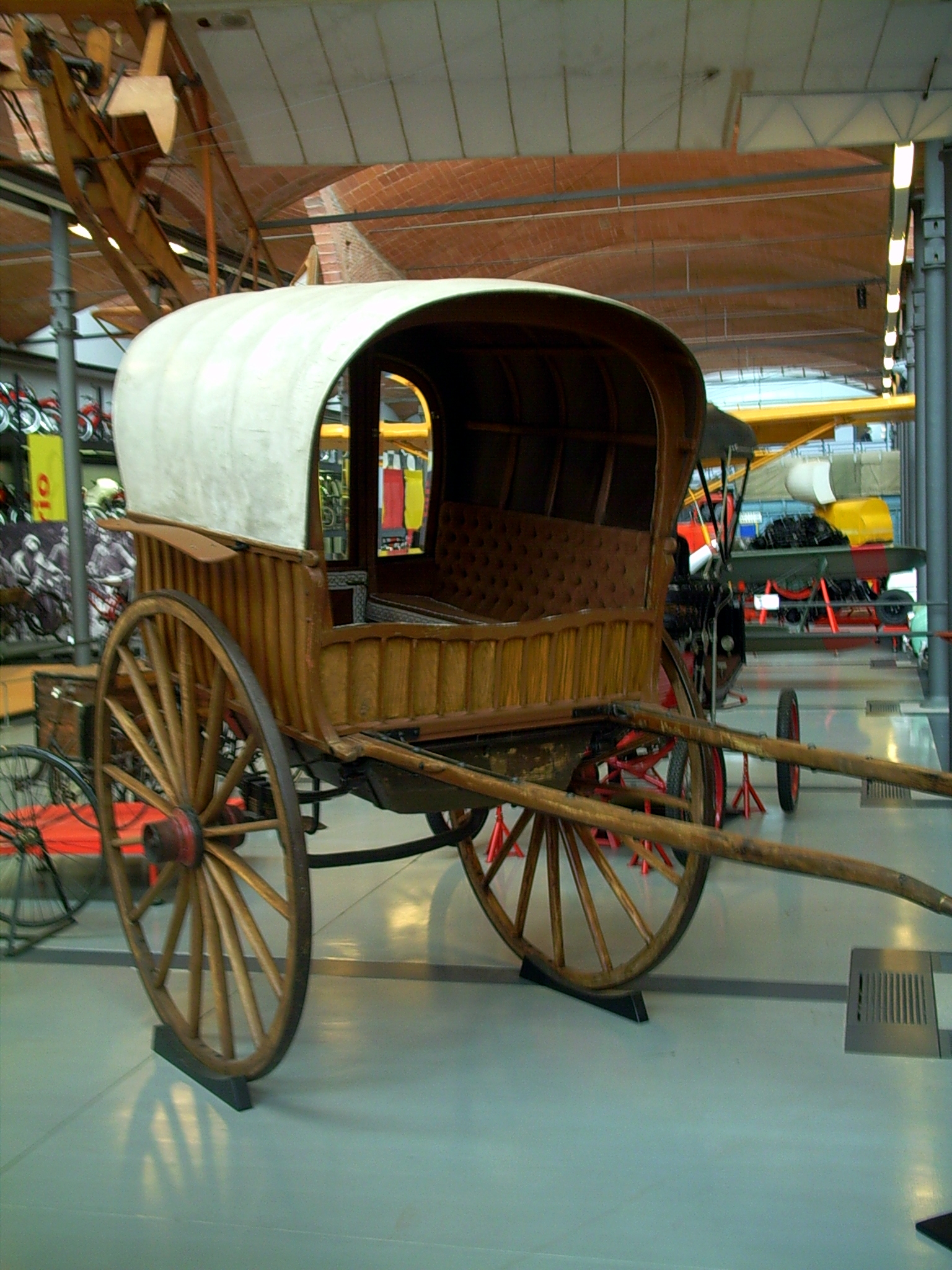
Carretto tartana
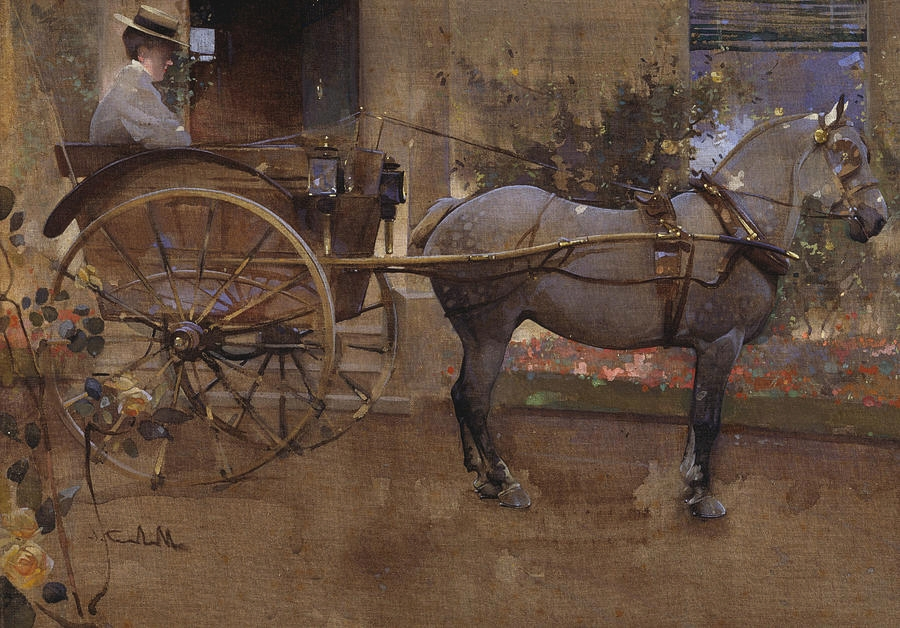
Governess Cart in un dipinto di Joseph Crawhall
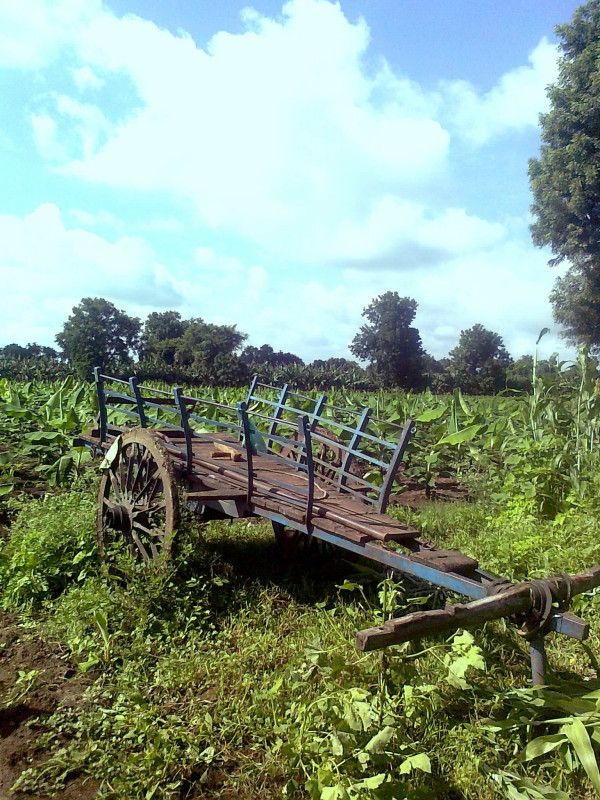
Carretto con ruote di ferro nel villaggio di Chinawall, India.
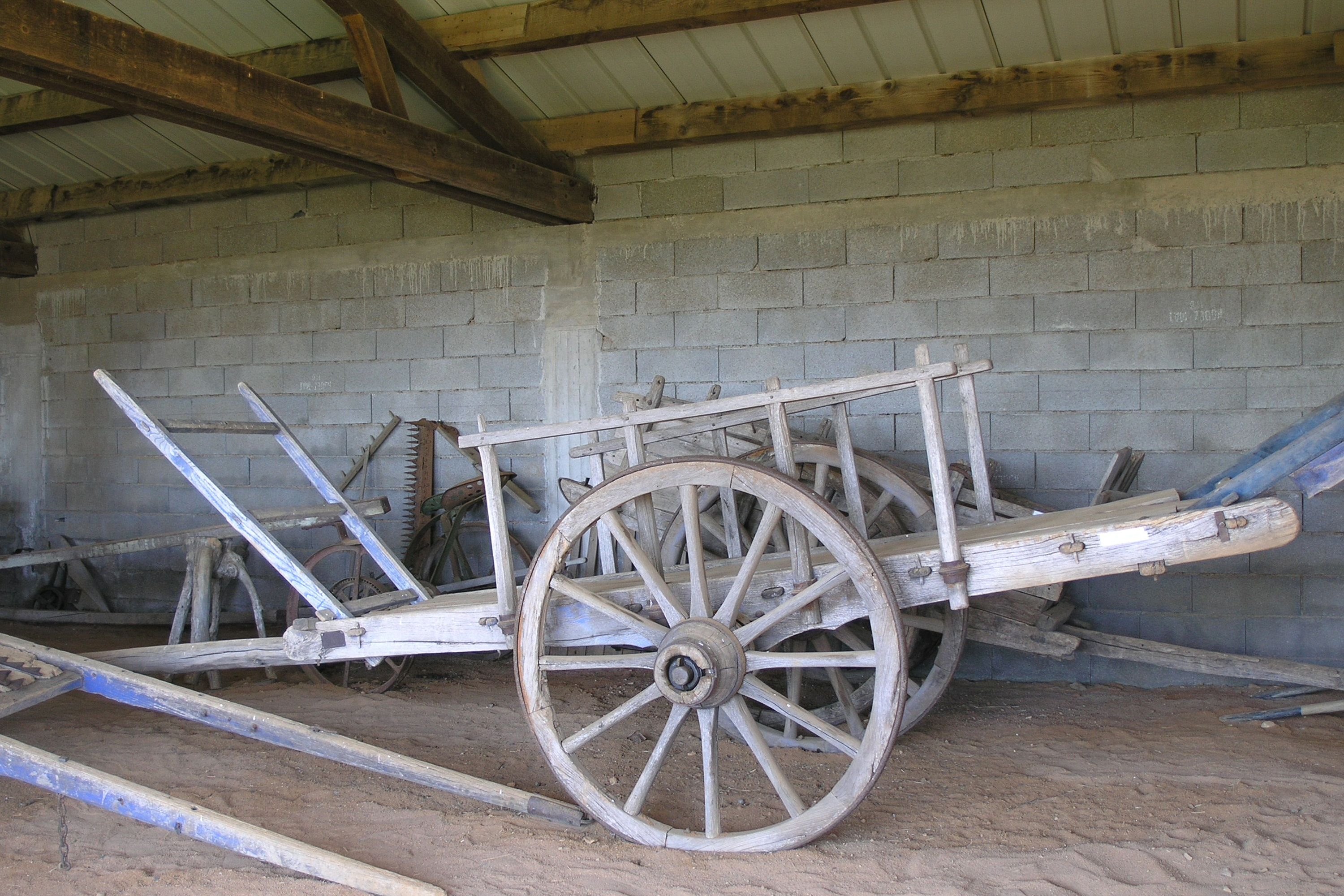
Carretto di legno francese (charrette)
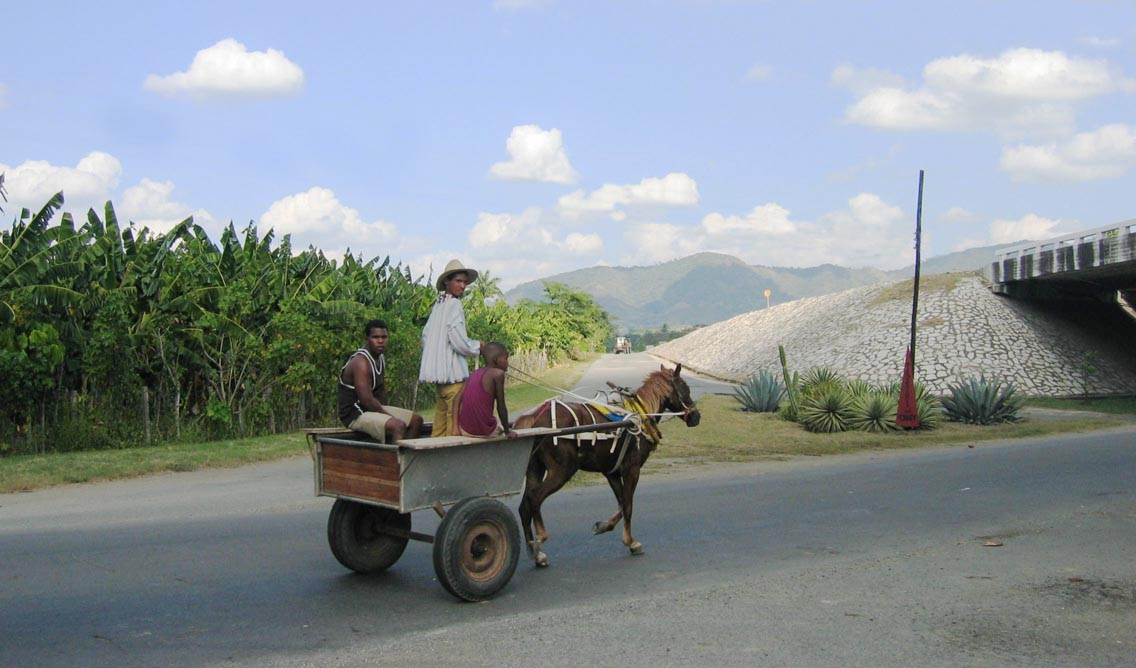
Carretto trainato da cavalli a Santiago di Cuba
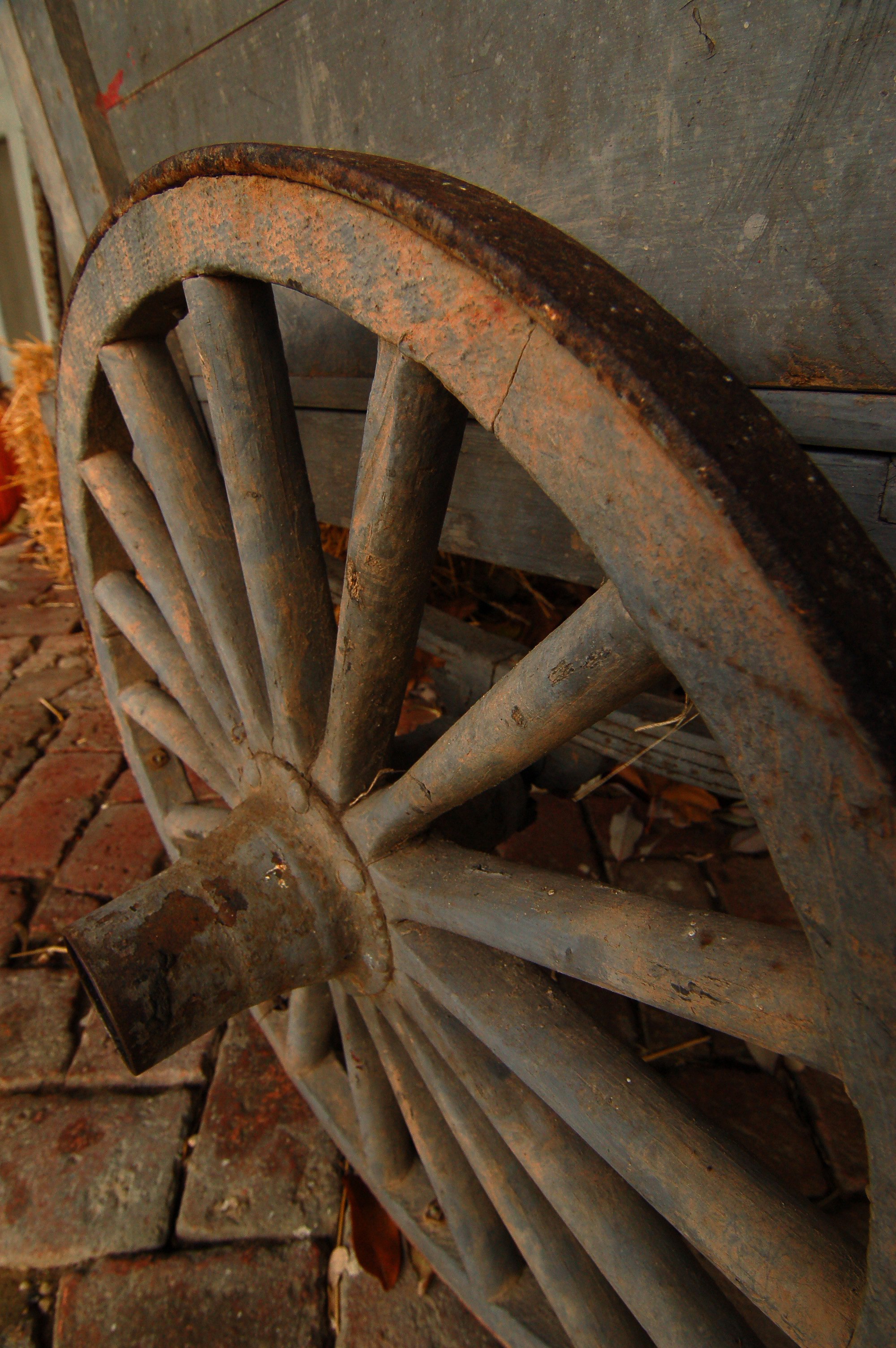
Ruota di carro in ferro
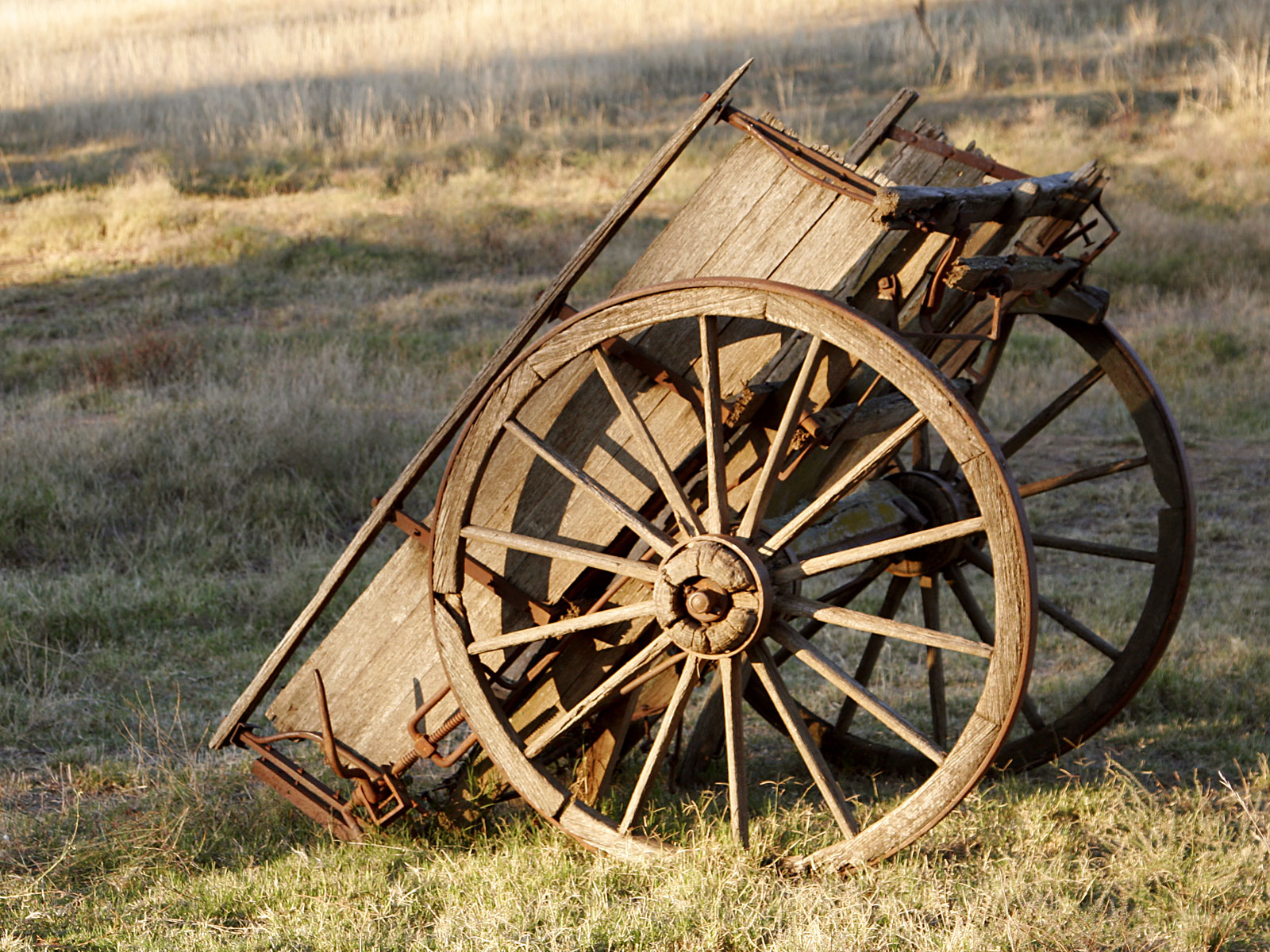
semplice carro di legno in Australia